# Even Flow
"Even Flow"  é uma canção da banda grunge americana Pearl Jam. Com a letra escrita pelo vocalista Eddie Vedder e a música composta pelo guitarrista Stone Gossard, "Even Flow" foi lançada em 1992 como o segundo single do álbum de estreia da banda, Ten, de 1991. A música alcançou a terceira posição na parada de rock da Billboard. Em 2004, a canção foi incluída no álbum greatest hits do Pearl Jam, Rearviewmirror: Greatest Hits 1991-2003. A versão remixada da canção foi incluída na reedição do álbum Ten, em 2009.

## Origem e gravação
"Even Flow" tem a letra escrita pelo vocalista Eddie Vedder e a música composta pelo guitarrista Stone Gossard. O baixista Jeff Ament disse:
| “ | Sabia que era uma ótima música o tempo todo, e senti que era melhor canção que nós tínhamos e que não ficou muito boa na primeira gravação. A gente gravou ela umas cem vezes, mas nunca conseguíamos acertá-la. | ” |

Segundo o baterista Dave Krusen:
| “ | Eu era um novato naquela época e "Even Flow" era uma música difícil de tocar." Foi muito difícil pra mim. Eu não sei por quê. Não sei por que não usamos a versão da fita demo também, mas soava melhor. | ” |

O guitarrista Mike McCready afirmou:
| “ | Nós tocamos "Even Flow" umas 50, 70 vezes. Eu juro por Deus, foi um pesadelo. Nós tocamos aquela coisa várias vezes até o ponto de nos odiarmos. Eu ainda acho que Stone não ficou satisfeito com o resultado. | ” |

Uma versão alternativa da música foi gravada com o baterista Dave Abbruzzese em 1992, enquanto a banda estava gravando a trilha sonora do filme Singles, de 1992. Essa versão foi usada para o videoclipe, e foi incluída no single que foi lançado no Reino Unido. Essa versão também pode ser encontrada no álbum greatest hits do Pearl Jam, Rearviewmirror: Greatest Hits 1991-2003.

## Composição e letra
"Even Flow" apresenta um riff composto por Gossard. O vocal que aparece no verso principal começa com um proeminente intervalo trítono. A música foi tocada com afinação havaiana.
McCready sobre a canção:
| “ | Esse sou eu fingindo ser Stevie Ray Vaughan, e uma fraca tentativa débil. Stone (Gossard, guitarrista do Peal Jam) compos o riff e a canção; Eu acho que é afinação havaiana. Eu só acompanhei ele num padrão regular. Eu tentei roubar tudo o que sabia sobre Stevie Ray Vaughan e colocar naquela música. Um baita plágio. Um plágio tributo, se você quiser! | ” |

A letra escrita por Vedder para "Even Flow" descreve a experiência de ser um morador de rua. O protagonista dorme "em um travesseiro feito de concreto"  e agita as mãos pedindo esmola aos passantes. Além de iletrado, ele talvez também seja mentalmente enfermo, já que ele "parece louco"  quando sorri e luta para pensar coerentemente, "Fluxo constante, pensamentos chegam como borboletas/Oh, ele não sabe, então os afugenta".
No show que a banda fez em 28 de Março de 1994, na cidade estadunidense de Miami, Florida no Bayfront Amphitheater, Vedder introduziu a canção afirmando:
| “ | Eu achei que deveria ensinar um pouco da educação das ruas enquanto vocês ainda estão com a mente aberta...Ali do outro lado da rua, há uma pequena comunidade de sem-tetos que moram embaixo da ponte. Vocês deveriam saber que essa pessoas não são loucas e, às vezes, não é culpa deles. Essa música se chama 'Even Flow'. | ” |

## Lançamento e recepção
Enquanto o single de "Even Flow" foi lançado no mercado internacional em 1992, o mesmo só veio a acontecer nos Estados Unidos em 27 de junho de 1995. Antes disso, a música só estava disponível nos Estados Unidos como single importado e, portanto, muito mais caro. A versão alternativa de estúdio de "Even Flow", gravada em 1992 com Abbruzzese, foi lançada como single em CD e Vinil no Reino Unido. A versão original foi usada no single lançado nos Estados Unidos . A música foi lançada como single em 1992, juntamente com a música inédita intitulada "Dirty Frank", que também pode ser encontrada como faixa extra na versão europeia de Ten e na coletânea Lost Dogs, de 2003.
A música alcançou a 3ª posição na parada de rock da Billboard e a 21ª posição na parada de rock alternativo da mesma revista. Fora dos Estados Unidos, o single foi lançado comercialmente na Austrália, Áustria, Brasil, Alemanha, nos Países Baixos, e no Reino Unido. No Canadá, a música alcançou a 80ª posição na parada de singles da revista RPM. "Even Flow" alcançou o 27º lugar nas paradas inglesas e o 22º lugar nas paradas musicais da Austrália. A música também alcançou o Top 20 na Nova Zelândia.
Chris True do Allmusic chamou "Even Flow" de "a música um pouco menos baladesca e mais animada que sucedeu 'Alive'". True afirmou que a música "nem tem uma introdução, ela simplesmente começa e daí vai a banda que parece mais entrosada do que na superestimada 'Alive'." True disse que a música "confirmou que Pearl Jam é mais do que uma banda com apenas um sucesso." A música ficou na 77ª posição na "The 100 Greatest Guitar Songs of All Time" da revista Rolling Stone. E também foi incluída na "100 Greatest Hard Rock Songs" da VH1 na 30ª posição.
"Even Flow" aparece no jogo de 2007, Guitar Hero III: Legends of Rock, como master track. Em março de 2009, a música foi disponibilizada para download na série de jogos Rock Band como parte do álbum Ten.
Em fevereiro de 2023, foi notado um crescimento no número de ouvidas e streamings devido a uma nova trend no aplicativo TikTok. Essa trend, conhecida como "Steezus", envolvia vídeos do jogo Skate 3 de 2010, em que personagens vestidos para se parecer com Jesus executam truques incrivelmente complexos.

## Reconhecimentos
| Publicação    | País           | Reconhecimento                                           | Ano  | Posição | Ref.   |
| Rolling Stone | Estados Unidos | "As 100 Maiores Canções de Guitarra de Todos os Tempos"  | 2008 | 77      | [ 11 ] |
| VH1           | Estados Unidos | "As 100 Maiores Canções de Hard Rock de Todos os Tempos" | 2008 | 30      | [ 12 ] |

## Videoclipe

### Vídeo original
Pearl Jam originalmente contratou o diretor Rocky Schenck para filmar o vídeo de "Even Flow". Em 31 de janeiro de 1992, antes de ir para a Inglaterra, onde iniciariam uma turnê pela Europa, a banda foi a Los Angeles, Califórnia, para filmar o clipe. O conceito do videoclipe era baseado numa ideia de Gossard. Schenck filmou com a banda em um set de zoológico. A filmagem foi feita durante a noite, num velho galpão abandonado. O direito então trouxe vários animais e colocou luzes nas jaulas e entre as árvores. Juntamente com as filmagens de animais, a banda foi filmada individual e conjuntamente, tocando ao lado de um penhasco. As tomadas duraram horas, e a banda não gostou do resultado. A filmagem de Schenck foi considerado um desperdício de tempo e dinheiro pela banda; e também acabou machucando significativamente os pulsos de Abbruzzese. Depois da filmagem, ele foi levado para o pronto-socorro e foi advertido para não forçar os pulsos. Durante toda a turnê europeia, Abbruzzese teve que tocar com uma tala.

### Vídeo oficial
O vídeo original de "Even Flow" acabou sendo substituído pelo trecho de uma apresentação ao vivo da banda. O vídeo foi dirigido por Josh Taft, que anteriormente havia dirigido o clipe de "Alive", e posteriormente dirigiu o clipe de "Oceans". O clipe foi retirado de um show que a banda fez em 17 de janeiro de 1992, no Moore Theatre na cidade estadunidense de Seattle. Taft estava filmando naquela noite, não como diretor, mas como amigo de Gossard. (Em um ponto do show, Vedder parou a apresentação, claramente achando que a presença de Taft era intrometida. "Isso não é um estúdio de TV, Josh", Vedder gritou indignado, trecho que aparecia no final da versão do clipe de Taft, mas que foi cortado pela MTV. "Apague essas luzes, isso é um maldito show de rock!") O vídeo mostra Vedder escalando o teatro, e depois se jogando entre os fãs durante o show.
As filmagens usadas no clipe são de várias partes do show: por exemplo, Gossard e McCready aparecem tocando com duas guitarras diferentes, Vedder está usando um boné em determinado trecho e a escalada no teatro foi feita enquanto a banda tocava "Porch". A presença de Taft no show, e o fato de que havia feito filmagens suficientes para serem compiladas em um vídeo, mostrou-se excelente para a banda. Caso contrário, com a gravadora pronta para providenciar um clipe para a MTV e com a versão de "Even Flow" por Schenck pronta, o Pearl Jam não teria tido muita opção, já que a banda foi unânime na insatisfação com o clipe de Schenck quando viram a versão final. O áudio de uma versão alternativa de "Even Flow", gravada em 1992 com Abbruzzese, foi usada no clipe, já que a banda achou que aquela versão casava bem com as imagens gravadas. O vídeo foi lançado em abril de 1992.

## Performances ao vivo

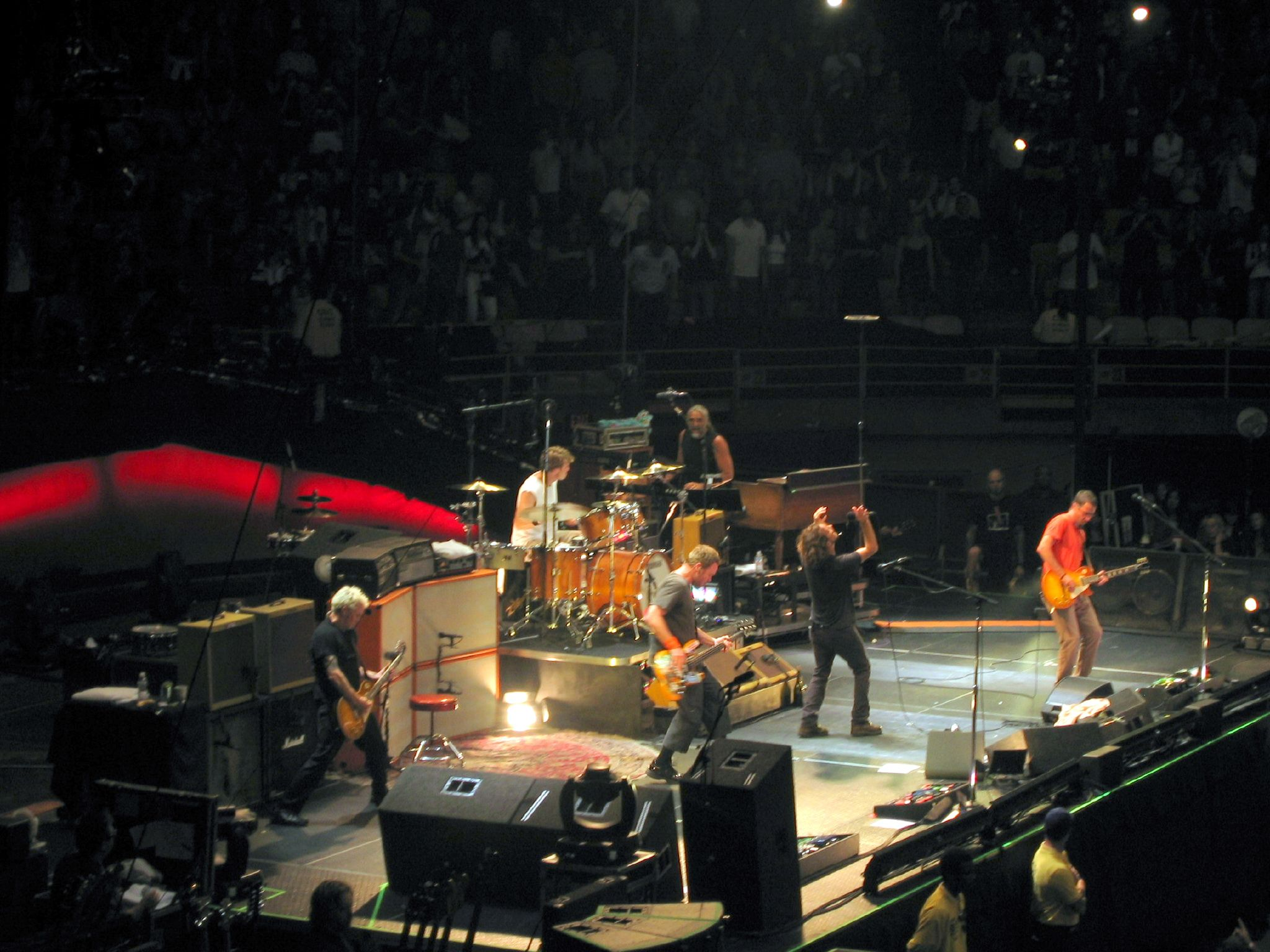
Apresentação ao vivo da banda.

"Even Flow" foi tocada ao vivo pela primeira vez no dia 22 de outubro de 1990, em um show da banda em Seattle, Washington, no Off Ramp Café. Em 1992, Pearl Jam tocou a música em sua apresentação no Acústico MTV. "Even Flow" se tornou a música mais tocada ao vivo pela banda, tendo sido executada mais de 620 vezes (a segunda música mais tocada é "Alive", com mais de 540 execuções). Com o passar dos anos, a música passou a ser tocada de forma mais acelerada nos shows. Apresentações ao vivo de "Even Flow" podem ser encontradas no single de "Dissident", no álbum ao vivo Live on Two Legs, na coletânea Wild and Wooly: The Northwest Rock Collection, em vários bootlegs oficiais, no álbum Live in NYC 12/31/92, no boxset Live at the Gorge 05/06, no álbum ao vivo Live at Lollapalooza 2007, no  LP Drop in the Park, e na versão Super Deluxe da reedição do álbum Ten. Apresentações da música foram incluídas nos DVDs Touring Band 2000, Live at the Garden, Immagine in Cornice, e no Acústico MTV da banda. Em Live at the Garden, McCready faz um improviso durante "Even Flow" que dura cerca de cinco minutos.

## Faixas
| CD (EUA, AUS, AUT, BR e ALE) e CC (AUS) |                  |                                              |         |  |
| N.º                                     | Título           | Compositor(es)                               | Duração |  |
| 1.                                      | "Even Flow"      | Gossard, Vedder                              | 4:53    |  |
| 2.                                      | "Dirty Frank"    | Abbruzzese, Ament, Gossard, McCready, Vedder | 5:32    |  |
| 3.                                      | "Oceans" (remix) | Ament, Gossard, Vedder                       | 2:46    |  |

| CD e 12" Vinil (RU) |                           |                                              |         |  |
| N.º                 | Título                    | Compositor(es)                               | Duração |  |
| 1.                  | "Even Flow" (nova versão) | Gossard, Vedder                              | 5:04    |  |
| 2.                  | "Dirty Frank"             | Abbruzzese, Ament, Gossard, McCready, Vedder | 5:32    |  |
| 3.                  | "Oceans"                  | Ament, Gossard, Vedder                       | 2:41    |  |

| 7" Vinil e CC (RU) |                           |                        |         |  |
| N.º                | Título                    | Compositor(es)         | Duração |  |
| 1.                 | "Even Flow" (nova versão) | Gossard, Vedder        | 5:04    |  |
| 2.                 | "Oceans" (remix)          | Ament, Gossard, Vedder | 2:46    |  |

| 7" Vinil (PB) e CC (NZL) |               |                                              |         |  |
| N.º                      | Título        | Compositor(es)                               | Duração |  |
| 1.                       | "Even Flow"   | Gossard, Vedder                              | 4:53    |  |
| 2.                       | "Dirty Frank" | Abbruzzese, Ament, Gossard, McCready, Vedder | 5:32    |  |

## Posição nas paradas
| Ano  | Parada                    | Posição | Ref.   |
| 1992 | US Mainstream Rock Tracks | 3       | [ 21 ] |
| 1992 | New Zealand Singles Chart | 20      | [ 22 ] |
| 1992 | US Modern Rock Tracks     | 21      | [ 21 ] |
| 1992 | Australian Singles Chart  | 22      | [ 23 ] |
| 1992 | UK Singles Chart          | 27      | [ 24 ] |
| 1992 | Canadian Singles Chart    | 74      | [ 25 ] |
| 2009 | US Hot Digital Songs      | 62      | [ 21 ] |

## Créditos
- Eddie Vedder - vocal
- Stone Gossard - guitarra
- Mike McCready - guitarra
- Jeff Ament - baixo
- Dave Krusen - bateria

## Versões cover
| Banda                        | Álbum             | Nota |
| The Moog Cookbook            | The Moog Cookbook | Versão instrumental tocada inteiramente usando um antigo sintetizador analógico.                                            |
| World Championship Wrestling |                   | Usou uma versão instrumental genérica da música chamada "One Crazed Anarchist" como a música tema do lutador Chris Jericho. |